# Casa Colorada
Casa Colorada és una concentració de població designada pel cens dels Estats Units a l'estat de Nou Mèxic. Segons el cens del 2000 tenia 56 habitants.

## Demografia
Segons el cens del 2000, Casa Colorada tenia 56 habitants, 20 habitatges, i 16 famílies. La densitat de població era de 63,6 habitants per km².
Dels 20 habitatges en un 40% hi vivien nens de menys de 18 anys, en un 80% hi vivien parelles casades, en un 0% dones solteres, i en un 20% no eren unitats familiars. En el 20% dels habitatges hi vivien persones soles el 10% de les quals corresponia a persones de 65 anys o més que vivien soles. El nombre mitjà de persones vivint en cada habitatge era de 2,8 i el nombre mitjà de persones que vivien en cada família era de 3,25.
Per edats la població es repartia de la següent manera: un 25% tenia menys de 18 anys, un 10,7% entre 18 i 24, un 21,4% entre 25 i 44, un 30,4% de 45 a 60 i un 12,5% 65 anys o més.
L'edat mediana era de 42 anys. Per cada 100 dones de 18 o més anys hi havia 110 homes.
La renda mediana per habitatge era de 16.750 $ i la renda mediana per família de 40.208 $. Els homes tenien una renda mediana de 21.250 $ mentre que les dones 21.250 $. La renda per capita de la població era de 7.059 $. Aproximadament el 45,5% de les famílies i el 41,2% de la població estaven per davall del llindar de pobresa.

## Poblacions més properes
El següent diagrama mostra les poblacions més properes.